# Sông Ngàn Phố
Sông Ngàn Phố là một con sông phụ lưu của sông La chảy chủ yếu trong địa phận huyện Hương Sơn, tỉnh Hà Tĩnh .

## Tên gọi
tên sông là sông Phố - người dân huyện Hương Sơn, tỉnh Hà Tĩnh, vẫn gọi con sông chảy ngang huyện (nằm trọn trong huyện) như vậy. Trong các tác phẩm văn học, lịch sử, địa lý thì gọi là sông Ngàn Phố

## Khái lược
Sông Ngàn Phố bắt nguồn bằng các dòng suối nhỏ từ dãy núi Giăng Màn thuộc dãy Trường Sơn (còn gọi là núi Khai Trướng) nằm trong địa phận các xã Sơn Hồng, Sơn Kim 1 và Sơn Kim 2 huyện Hương Sơn, ven biên giới Việt-Lào, ở độ cao khoảng 700 m. Sông Phố chảy gần như theo hướng Tây-Đông tới ngã ba Tam Soa (xưa có bến Tam Soa), nơi giáp ranh các xã Sơn Tân, Sơn Long (huyện Hương Sơn) với các xã Trường Sơn, Tùng Ảnh (huyện Đức Thọ). Tại đây, nó hợp lưu với sông Sâu (tức sông Ngàn Sâu) từ các huyện Hương Khê, Vũ Quang chảy từ phía Nam lên để tạo thành sông La, một phụ lưu của sông Lam. Chiều dài tối đa khoảng 71–72 km. Diện tích lưu vực 1.060 km², độ cao trung bình 331 m, độ dốc trung bình 25,2%. Mật độ sông suối 0,91 km/km². Tổng lượng nước 1,40 km³ tương ứng với lưu lượng trung bình 45,6 m³/s.

## Các thắng tích, địa danh lịch sử
Vùng lưu vực sông Phố có nhiều thắng tích, địa danh lịch sử như:
- Núi Thiên Nhẫn
- Thành Lục Niên (Khởi nghĩa Lam Sơn
- Rú Vằng (Kim Sơn)[2]
- Động Tiên Hoa

## Danh nhân nổi bật
- Hải Thượng lãn ông Lê Hữu Trác
- Chưởng quân Cao Thắng